# Петрово-Соловово
Петрово-Соловово́ — дворянский род, из рязанских бояр, три ветви которого относятся к столбовому дворянству.
При подаче документов для внесения рода в Бархатную книгу (1686) была подана родословная роспись Петрово-Соловых.
В Гербовник внесены три фамилии Петровых:
1. Потомство мурзы Батура, выехавшего из Большой Орды в начале XV века. От этого рода происходит фамилия Петрово-Соловово (Герб. Часть II. № 47).
2. Потомство Петра Григорьевича Петрова, верстанного поместным окладом (1680) (Герб часть VII. № 133).
3. Афанасий Константинович Петров, утвержденный в дворянстве (1875) (Герб. Часть XIII. № 171)[1].

Высочайше утверждённым (13 июня 1907) положением 1-го департамента Государственного совета, в звании камергера Высочайшего двора, коллежскому советнику, Михаилу Михайловичу Петрово-Соловово дозволено присоединить к своей фамилии и гербу — фамилию, герб и титул графов Перовских, с ограничениями установленных статьями 9-11 Т. 9. издания (1899).

## Происхождение и история рода
Происходит, по позднейшему семейному преданию, от мурзы Абатура, вышедшего в XV веке из Большой Орды к великому князю рязанскому Фёдору Ольговичу Рязанскому, коего сын, Глеб Мефодьевич Батурич, был у великого князя Ивана Фёдоровича рязанского — боярином. У сего Глеба были правнуки Пётр и Леонтий. От первого пошли — Петровы-Солововы, а от второго — Леонтьевы.
Михаил Петров был в Чернигове полковым головою (1598). Дочь Михаила — Соловая Феодосия Михайловна (в постриге Прасковья † 1621) — 2-я жена царевича Ивана, невестка Ивана Грозного.
От правнуков Ивана Тимофеевича, Кузьмы и Фёдора Михайловича, пошли две наиболее значимые ветви рода.

## Происхождение
В Русской родословной книге имеется родословная роспись фамилий идущих от мурзы Батура:
1. Мурза Батур (начало XV века).
2. Боярин Глеб Мефодиевич Батурин (†  1456).
3. Анисифор, Александр и окольничий великого рязанского князя — Семён Глебович.
4. Степан Анисифорович
5. Фёдор Степанович.
6. Пётр и Леонтий Фёдоровичи. От Петра пошли Петровы, а от Леонтия с женой Прасковьей Ивановной Раевской пошли Леонтьевы.
7. Тимофей Петрович Петров.
8. Иван Тимофеевич Петров, прозванный Соловой. Его потомки, для отличия от других ветвей, стали писаться Петрово-Соловово. Окольничий Михаил Тимофеевич († 1582) и Алексей Тимофеевич, воевода на Тюмени.[1][5].

Родословная роспись
Родословная роспись Петрово-Соловово.
Глава 64. Род Леонтьевых и Соловых и Петровых. В княжение великого князя Олега Рязанского (1353—1402) были конские мастера у него, великого князя, два брата родные: одному было имя Бык, а другому Жук — а жильцы они были Солотчинского монастыря села Хламова. И Жук наперед начал слыть Степанов, а после Степанова начал слыть Тимофеевы, а после Тимофеевы начал слыть Соловые, Петровы и Леонтьевы — а повелись они все от Жука. А от Быка в поведении роду не описано. А в детях боярских при великом князе они, Жук и Бык, не бывали, а были совершенно в конских мастерах у великого князя. А сей початок рода их, Жуков и Быков, написан на Рязани у Пречистой Богородицы в Солотчинском монастыре за дьячей приписью. А кроме того монастыря в родословцах нигде того роду не описано.

## Потомки стольника Кузьмы Михайловича
Александр Кузьмич Петрово-Соловово (†  1739) — стольник (1706—1710), служил в лейб-гвардии Преображенском полку капитаном и бригадиром (до 1713), сибирский вице-губернатор (1717-1734), по указу губернатора Сибири проводил расследование Тарского бунта в одноимённом уезде (1724).
- Григорий Александрович Петрово-Соловово (1703—1743) — камер-паж императрицы Екатерины I, послан в Швецию при князе В. Л. Долгорукове (1726), гофмаршал и камер-юнкер двора цесаревны Елизаветы Петровны (1729), пожалован в действительные камергеры (25 апреля 1742), женат на двоюродной сестре и статс-даме императрицы Елизаветы Петровны — графине Агафье Симоновне Гендриковой (1714—1741).
  - Александр Григорьевич Петрово-Соловово (1736—1805) — пожалован в пажи к великому князю Петру Фёдоровичу (1749), служил в военной службе и был уволен в отставку генерал-поручиком, на гражданской службе получил чин действительного тайного советника; был московским губернским предводителем дворянства. Дважды женат: первым браком (1759) на баронессе Марфе Исаевне Шафировой (1729—1786) и вторым — на графине Прасковье Фёдоровне Головиной.
    - Андрей Александрович Петрово-Соловово (1760—1830), в службе (с 1768), действительный статский советник (1805-1813), был присутствующим в Комитете об уравнении городских повинностей в Москве. Жена — Екатерина Александровна Левашова (1782—1847), дочь генерал-лейтенанта.

## Потомки Фёдора Михайловича

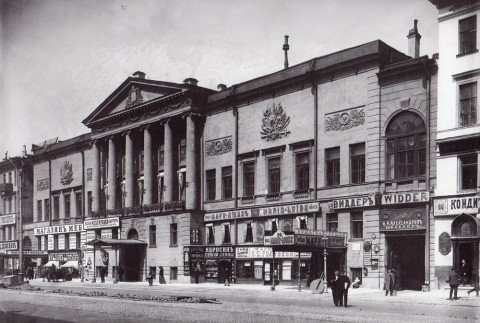
Особняк Фёдора Николаевича Петрово-Соловово на Невском проспекте

- - Фёдор Николаевич Петрово-Соловово (1763—1826) — полковник; женат на сестре А. Г. Щербатова, Анне Григорьевне (1785—1821)
    - Александра Фёдоровна Петрово-Соловово (04.05.1810[8]— ?), крещена (15 мая 1810) в церкви Входа Господня в Иерусалим при восприемстве дяди Н. Г. Щербатова и тетки графини С. Г. Шуваловой.
    - Ольга Фёдоровна Петрово-Соловово (16.06.1815[9]—1893), жена славянофила А. И. Кошелева.
    - Григорий Фёдорович Петрово-Соловово (1806—1879) — камергер, действительный статский советник, знакомый Пушкина и Вяземского
      - Михаил Григорьевич Петрово-Соловово (1840—1905) — полковник, шталмейстер. Жена — фрейлина графиня Мария Борисовна Перовская (1845—1890), дочь графа Б. А. Перовского.
        - Граф (с 1907) Михаил Михайлович Перовский-Петрово-Соловово[англ.] (1870—1954) — камергер, первый секретарь Министерства иностранных дел, международный авторитет по парапсихологии. Присоединить к своей фамилии и гербу фамилию, герб и титул графов Перовских ему было дозволено Высочайше утверждённым 13 (26) июня 1907 год положением Первого департамента Государственного совета как внуку графа Бориса Алексеевича Перовского
          - Его единственный сын Николай, второй и последний граф из этого рода, покончил с собой (1929).

    - Михаил Фёдорович Петрово-Соловово (1813—1885) — полковник Кавалергардского полка; женат на Евдокии Васильевне Сухово-Кобылиной (1819—1896), сестре Е. Тур и С. В. Сухово-Кобылиной; у них — 4 сына.
      - Борис Михайлович Петрово-Соловово (1861—1925) — рязанский губернский предводитель дворянства, генерал для поручений при Верховном Главнокомандующем.
      - Василий Михайлович Петрово-Соловово (1850—1908) — член Государственной думы Российской империи.
        - Александр Васильевич Петрово-Соловово (9 мая (26.04.1893 по старому стилю) 1893—1943) — сын Василия Михайловича Петрово-Соловово, закончил Московскую сельскохозяйственную академию, ушёл на фронт вместе с 12-м Земским санитарным отрядом (1915).
        - Анастасия Васильевна Соловово (1897—1956) — детская поэтесса, прозаик.

## Известные представители
- Петрово-Соловово Дмитрий Михайлович — комнатный стольник, убит литовцами под Шкловом (1580).
- Петрово-Соловые: Степан и Василий Алексеевичи — стольники, убиты в сражении на Ходынке (1608).
- Петрово-Соловово Михаил Тимофеевич — московский дворянин (1636—1640).
- Петрово-Соловово Дмитрий Григорьевич — убит под Глуховым (1669).
- Петрово-Соловово Иван Фёдорович — стряпчий (1683), стольник (1688—1692).
- Петрово-Солововы: Ларион Григорьевич и Алексей Кузьмич — стольники царицы Прасковьи Фёдоровны (1686—1692).
- Петрово-Соловово Александр Кузьмич — стольник (1686—1692).
- Петрово-Соловово Яков Фёдорович — стольник (1688—1692), воевода в Чернявске.
- Петрово-Соловово — стольник (1688).
- Петрово-Соловово Григорий Михайлович — стольник (1686—1692), воевода в Севске (1689—1690)[10].
- Петрово-Соловово Григорий Михайлович Меньшой — стольник, воевода в Севске (1690), Каргополе (1693), Томске (1694—1707 (несколько раз), обер-комендант в Переславле-Рязанском (1712), судья в Расправной палате в Москве (1713) († 1714).
- Петрово-Соловово Лаврентий Григорьевич — стольник, товарищ отца своего в Томске (1699—1707).
- Петрово-Соловово Василий Михайлович — тамбовский уездный предводитель дворянства (1893).
- Петрово-Соловово Фёдор Михайлович — ротмистр лейб-гвардии гусарского полка, моршанский уездный предводитель дворянства (1893).
- Петрово-Соловово Аграфена Георгиевна — фрейлина (до 1752).
- Петрово-Соловово Мария Михайловна — фрейлина.
- Петрово-Соловово София Михайловна — фрейлина (г/р. 1875)[5][11].

## Родовые связи с титулованными родами
- Пелагея (Феодосия) Михайловна (в монашестве Прасковья) — супруга царевича Ивана Ивановича.
- Петрово-Соловово Георгий Александрович — жена графиня Агафья Симоновна Гендрикова (1714—1741).
- Петрово-Соловово Александр Георгиевич — 1-я жена баронесса Мария Исаевна Шафирова (г/р 1728); 2-я жена графиня Прасковия Фёдоровна Головина (1756—1786).
- Петрово-Соловово Федор Николаевич, полковник — жена княжна Анна Григорьевна Щербатова (1785—1821).
- Петрово-Соловово Анастасия Александровна (Андреевна) — жена князя Алексея Платоновича Мещерского (1804)
- Петрово-Соловово Григорий Фёдорович, камергер — жена (1834) княжна Наталия Андреевна Гагарина (1815—1893).
- Петрово-Соловово Анастасия Фёдоровна — жена (1836) князя Карла Осиповича Вреде.
- Петрово-Соловово Михаил Григорьевич, шталмейстер — жена графиня Мария Борисовна Перовская (1845—1890).
- Петрово-Соловово Александра Григорьевна — жена французского графа де-Ренневиль
- Петрово-Соловово Василий Михайлович — жена княжна София Александровна Щербатова.
- Петрово-Соловово Михаил Михайлович — жена княжна Варвара Николаевна Долгорукова[5].